# Rupert Weinstabl
Rupert Weinstabl (?, 20 de novembro de 1911 — ?, 7 de setembro de 1953) foi um velocista austríaco na modalidade de canoagem.

## Carreira
Foi vencedor da medalha de prata em C-2 1000 m e da medalha de bronze em C-2 10000 m em Berlim 1936, junto com o seu colega de equipa Karl Proisl.